# Torneo de las Américas de 1980
El Torneo de las Américas de 1980, también conocido como el I Campeonato FIBA Américas, fue la 1ª edición del campeonato de baloncesto del continente americano y tuvo lugar en Puerto Rico del 18 al 25 de abril de 1980. Esta competición fue clasificatoria para los Juegos Olímpicos de Moscú 1980. Los Estados Unidos no participó en el torneo.
Puerto Rico ganó el torneo por finalizar con un récord de 5-1 en el todos contra todos.

## Equipos participantes
- Argentina
- Brasil
- Canadá
- Cuba
- México
- Puerto Rico
- Uruguay

## Todos contra todos

### Posiciones
| # | Equipo       | PJ | G | P | PE  | PP  | Dif  | Pts |
| - | ------------ | -- | - | - | --- | --- | ---- | --- |
| 1 | Puerto Rico* | 6  | 5 | 1 | 651 | 535 | +116 | 11  |
| 2 | Canadá*      | 6  | 5 | 1 | 544 | 476 | +68  | 11  |
| 3 | Argentina*   | 6  | 4 | 2 | 584 | 526 | +68  | 10  |
| 4 | Brasil*      | 6  | 4 | 2 | 543 | 557 | -14  | 10  |
| 5 | México       | 6  | 2 | 4 | 538 | 589 | -51  | 8   |
| 6 | Cuba         | 6  | 1 | 5 | 486 | 523 | -37  | 7   |
| 7 | Uruguay      | 6  | 0 | 6 | 492 | 632 | -140 | 6   |

- Puerto Rico ganó la medalla de oro basado en la victoria contra Canadá. Argentina ganó la medalla de bronce basado en la victoria contra Brasil.

### Calendario
| 18 de abril de 1980 | Brasil | 95 - 82 | Uruguay |  |  |

| 18 de abril de 1980 | Canadá | 77 - 74 | Cuba |  |  |

| 18 de abril de 1980 | Puerto Rico | 99 - 93 | Argentina |  |  |

| 19 de abril de 1980 | Canadá | 102 - 79 | México |  |  |

| 19 de abril de 1980 | Brasil | 78 - 76 | Cuba |  |  |

| 19 de abril de 1980 | Puerto Rico | 128 - 84 | Uruguay |  |  |

| 20 de abril de 1980 | Canadá | 111 - 72 | Uruguay |  |  |

| 20 de abril de 1980 | Argentina | 104 - 79 | México |  |  |

| 20 de abril de 1980 | Puerto Rico | 113 - 88 | Cuba |  |  |

| 21 de abril de 1980 | Brasil | 92 - 90 | México |  |  |

| 21 de abril de 1980 | Canadá | 89 - 86 | Argentina |  |  |

| 21 de abril de 1980 | Cuba | 103 - 81 | Uruguay |  |  |

| 23 de abril de 1980 | Canadá | 98 - 81 | Brasil |  |  |

| 23 de abril de 1980 | Argentina | 97 - 86 | Uruguay |  |  |

| 23 de abril de 1980 | Puerto Rico | 134 - 104 | México |  |  |

| 24 de abril de 1980 | Argentina | 118 - 98 | Brasil |  |  |

| 24 de abril de 1980 | Puerto Rico | 84 - 67 | Canadá |  |  |

| 24 de abril de 1980 | México | 88 - 70 | Cuba |  |  |

| 25 de abril de 1980 | México | 98 - 87 | Uruguay |  |  |

| 25 de abril de 1980 | Argentina | 86 - 75 | Cuba |  |  |

| 25 de abril de 1980 | Brasil | 99 - 93 | Puerto Rico |  |  |